# Alderley
Alderley è una sobborgo di Brisbane, Queensland, Australia. Si trova a 7 km da Brisbane. Ha una popolazione di 6 763 abitanti.

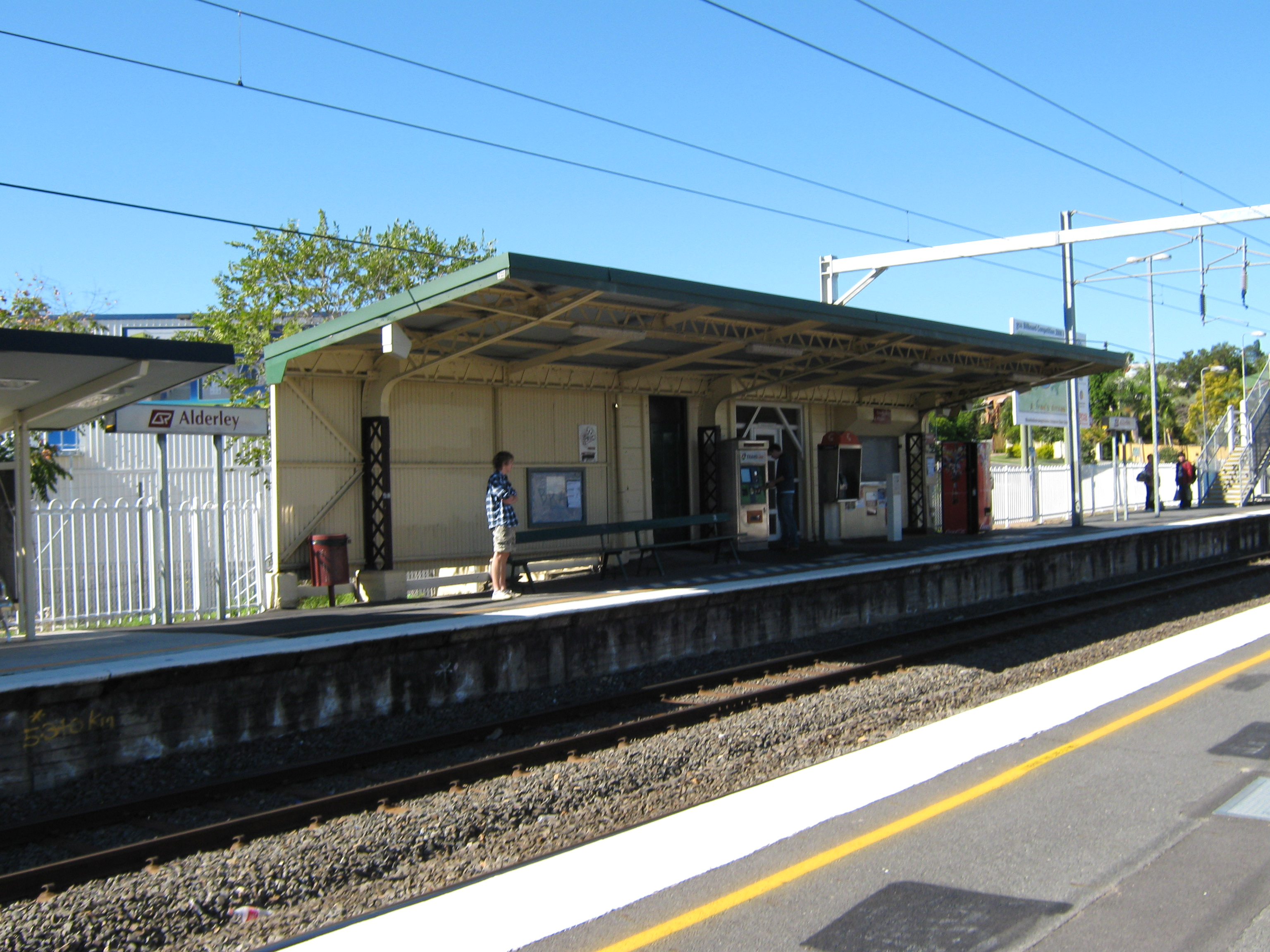
La stazione di Alderley